# Theta Gruis
Désignations
Theta Gruis (θ Gru) est une étoile triple de la constellation de la Grue. Sa magnitude apparente est de 4,33. Le système contient une étoile Am de type F5 qui possède une compagne proche moins brillante, ainsi qu'une étoile plus éloignée qui est une naine jaune de type G2. D'après la mesure de sa parallaxe annuelle par le satellite Hipparcos, il est situé à environ ∼ 132 a.l. (∼ 40,5 pc) de la Terre.